# Agrotis pigmaea
Agrotis pigmaea är en fjärilsart som beskrevs av Rudolf Pinker 1974. Agrotis pigmaea ingår i släktet Agrotis och familjen nattflyn. Inga underarter finns listade i Catalogue of Life.